# ОШ „Његош” Берковићи
ОШ „Његош” је основна школа у Берковићима. Налази се у улици Берковићи бб. Име је добила по Петру Петровићу Његошу, српском православном владици, књижевнику и филозофу.

## Историјат
Народна основна школа у Берковићима је отворена 1889. и те године ју је похађало тридесеторо мушке дјеце. Први учитељ је био Илија Гучевац. Уписно подручје је било до Поплата, Влаховића, Фатнице и Губавице. Године 1929. је почела са радом Основна школа „Цар Душан Силни” на Хргуду, а 1932. и школа у Дабрици. Први уписани ђаци су мушка дјеца и њих није обухватила настава јер је то био период Аустро-угарске монархије, па је настава наглашено извођена величајући монархију и доминантној настави вјерске поуке и физичког васпитања. За вријеме Краљевине Југославије наставом је обухваћено много више дјеце, када је отворена и Нижа реална гимназија у Стоцу у којој наставља школовање много ученика из ове школе. У том периоду отворена је и књижница, настава је била обухватнија а кадар углавном са стране. Период послије Другог светског рата је уведено осмогодишње образовање и потпуна обухватност полазника. За вријеме Првог и Другог светског рата настава је повремено извођена углавном по приватним кућама. Нова школска зграда је саграђена 1966. године. Школа је више пута мијењала назив: Народна основна школа, ОШ „Његош”, ОШ „17. април” под којим је радила у саставу основне школе у Стоцу, а 1993. јој је враћен данашњи назив ОШ „Његош”. Године 1991. је постала самостална, централна школа коју је похађало двеста осамдесет ученика. У њеном саставу су радиле петогодишње подручне школе у селима Дабрица, основана 1932. и Блаца, Љути До и Струпићи, основане средином двадесетог вијека. Раније су у њеном саставу биле и школе у Xprуду 1929—2001, Милавићи 1938—1953, Трусини 1946—2000. и Хатељи. Подручне школе Битуња, Брштаник и Жегуља су потпуно уништене у Одбрамбено-отаџбинском рату 1992—1995. и нису саниране јер нема ђака. Током рата настава није прекидана, чак и одјељења на првој борбеној линији јер је тај период представљао велики прилива дјеце, углавном узбјеглих из долине Неретве. Школске 2015—2016. је имала двеста четрдесет и шест ученика, двадесет и осам наставника и вјероучитеља православне вјеронауке. У школској библиотеци је било око 5000 књига. Поред школе се налазе спортски терени.